# Linha L do Metrocable de Medellín
A Linha L: Santo Domingo Savio ↔ Arví é uma das linhas em operação do Metrocable de Medellín, inaugurada no dia 9 de fevereiro de 2010. Estende-se por cerca de 4,6 km. A cor distintiva da linha é o marrom.
Possui um total de 2 estações em operação, das quais todas são elevadas. A Estação Santo Domingo Savio possibilita integração com a Linha K do Metrocable de Medellín.
A linha, operada pela Empresa de Transporte Masivo del Valle de Aburrá Limitada (ETMVA), possui capacidade para transportar até 1.200 passageiros por hora em cada sentido. Atende somente o município de Medellín, situado na Região Metropolitana do Vale do Aburrá.

## Estações
| Nome                | Inauguração            | Município | Integração | Posição | Latitude      | Longitude     |
| ------------------- | ---------------------- | --------- | ---------- | ------- | ------------- | ------------- |
| Santo Domingo Savio | 9 de fevereiro de 2010 | Medellín  |            | Elevada | 06° 17' 35" N | 75° 32' 30" O |
| Arví                | 9 de fevereiro de 2010 | Medellín  | -          | Elevada | 06° 16' 54" N | 75° 30' 11" O |